# ذا ستريتس (فرقة موسيقية)
ذا ستريتس "وتعني الشوارع" (باللغة الإنجليزية:The Streets) هي فرقة موسيقية إنجليزية ظهرت في أوائل التسعينيات في برمنغهام، يقودها حاليا المغني والعازف البريطاني مايك سكينر.

## الألبومات الموسيقية[3]
- Original Pirate Material (2002)
- A Grand Don't Come for Free (2004)
- The Hardest Way to Make an Easy Living (2006)
- Everything Is Borrowed (2008)
- Computers and Blues (2011)
- The Darker the Shadow the Brighter the Light (2023)
- fabric Presents The Streets (2024)

## وصلات خارجية
- ذا ستريتس على موقع ميوزك برينز (الإنجليزية)
- ذا ستريتس على موقع أول ميوزيك (الإنجليزية)
- ذا ستريتس على موقع ديسكوغز (الإنجليزية)
- ذا ستريتس على موقع جينيس (الإنجليزية)